# Strand van Sant Sebastià (Barcelona)
Het strand van Sant Sebastià is samen met het strand van La Barceloneta het oudste en bekendste strand van de Catalaanse hoofdstad Barcelona. Het bevindt zich in de wijk La Barceloneta, tussen de Carrer de Pepe Rubianes en het uiteinde van het schiereiland tussen de Middellandse Zee en de haven van Barcelona. Het is met 660 meter een van de langste stranden van de stad. Verder is het gemiddeld 55 meter breed en heeft het een ondergrond van fijn zand. In de aanloop naar de Olympische Spelen van 1992 die in Barcelona werden gehouden, heeft het strand een flinke opknapbeurt gekregen. Aan het einde van het strand staat het W Hotel. Op het strand zelf zijn er een aantal strandtenten, is er een strandwacht, een politiepost en zijn er openbare douches. 
Het strand van Sant Sebastià is een van de stranden die het meest bezocht wordt door de Barcelonezen zelf: 70% van de strandgangers komt uit de stad, wat ook te merken is aan de belangrijke watersportverenigingen en -installaties die langs dit strand gevestigd zijn. Er zijn speciale voorzieningen getroffen voor mensen met een verminderde mobiliteit, zoals speciale strandopgangen voor rolstoelen en speciale parkeerplaatsen in de omgeving. 
Sant Sebastià · La Barceloneta · Somorrostro · Nova Icària · Bogatell · Mar Bella · Nova Mar Bella · Llevant